# Сметэм, Джеймс
Джеймс Сметэм (англ. James Smetham, 9 сентября 1821 года, Эбби-Бридж, Йоркшир — 5 февраля 1889 года) — английский художник, график и искусствовед, представитель движения прерафаэлитов.

## Жизнь и творчество
Школьное образование получил в Лидсе. Прежде чем избрать карьеру художника, изучал архитектуру. В 1843 году Дж. Сметэм поступает в Королевскую академию художеств. С 1851 года он преподаёт в колледже Уэсли. Как живописец Сметэм работает в различных жанрах — это и религиозная живопись, и иллюстрирование литературных произведений, однако наиболее полно раскрылся его талант в пейзажной и портретной живописи. За свою творческую жизнь художник написал около 430 полотен, он был автором 50 офортов, а также ксилографий и литературных иллюстраций. Среди наиболее известных его картин — «Сон» (1856), «Гимн Тайной вечери», «Смерть графа Сиварда».
В 1854 году художник вступает в брак с Сарой Гоубл; у них родились шестеро детей.
Джеймс Сметэм был известен также как талантливый эссеист и искусствовед. В январе 1869 года выходит в свет его исследование творчества Уильяма Блейка, в 1880 году — второй том этого сочинения. Это работа Сметэма помогла упрочить в Англии понимание У. Блейка также как мастера изобразительного искусства. Среди других сочинений Сметэма по истории искусства следует назвать «Обзор религиозного искусства в Англии» (1861), «Жизнь и время сэра Джошуа Рейнольдса» (1866), «Александр Смит» (1868). Был также автором ряда стихотворений. Письма художника после его смерти были собраны и опубликованы его вдовой в 1892 году как «Письма Джеймса Сметэма: вводная в мемуары». Это издание помогает лучше узнать и оценить жизнь и творчество таких близких к Сметэму мастеров, как Д. Г. Росетти, Джон Рёскин и высоко оценивается литературными критиками.
Дж. Сметэм был глубоко верующим человеком, принадлежал к методистской церкви. На фоне религиозной экфории у него в 1857 году начинает развиваться психическое заболевание. Так, в своей тетради записей и эскизов Сметэм пробует создать рисунки к каждому из стихов в Библии. В своих записках он выражает свои мысли как поток сознания, рассчитывая таким образом достичь наивысшего религиозного самопознания. В 1877 году заболевание принимает тяжёлую форму, художник страдает от депрессии и становится практически безумным. С этого времени он живёт до своей кончины практически изолированным от окружающего его мира.

## Галерея

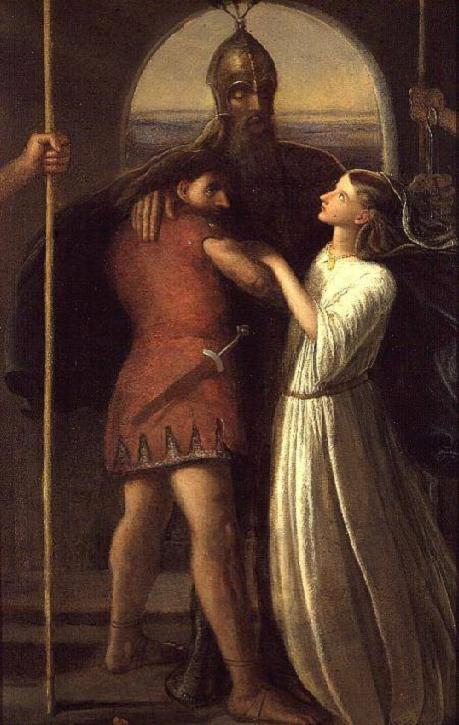
Смерть графа Сиварда (1861)
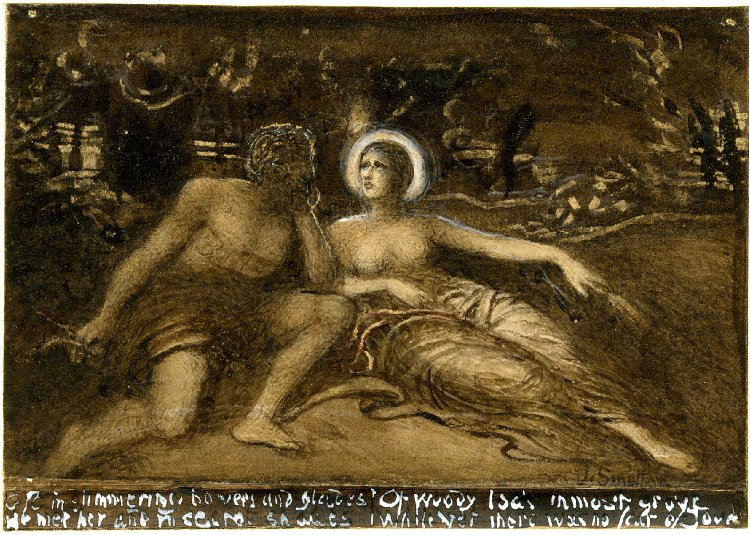
Парис и Энона
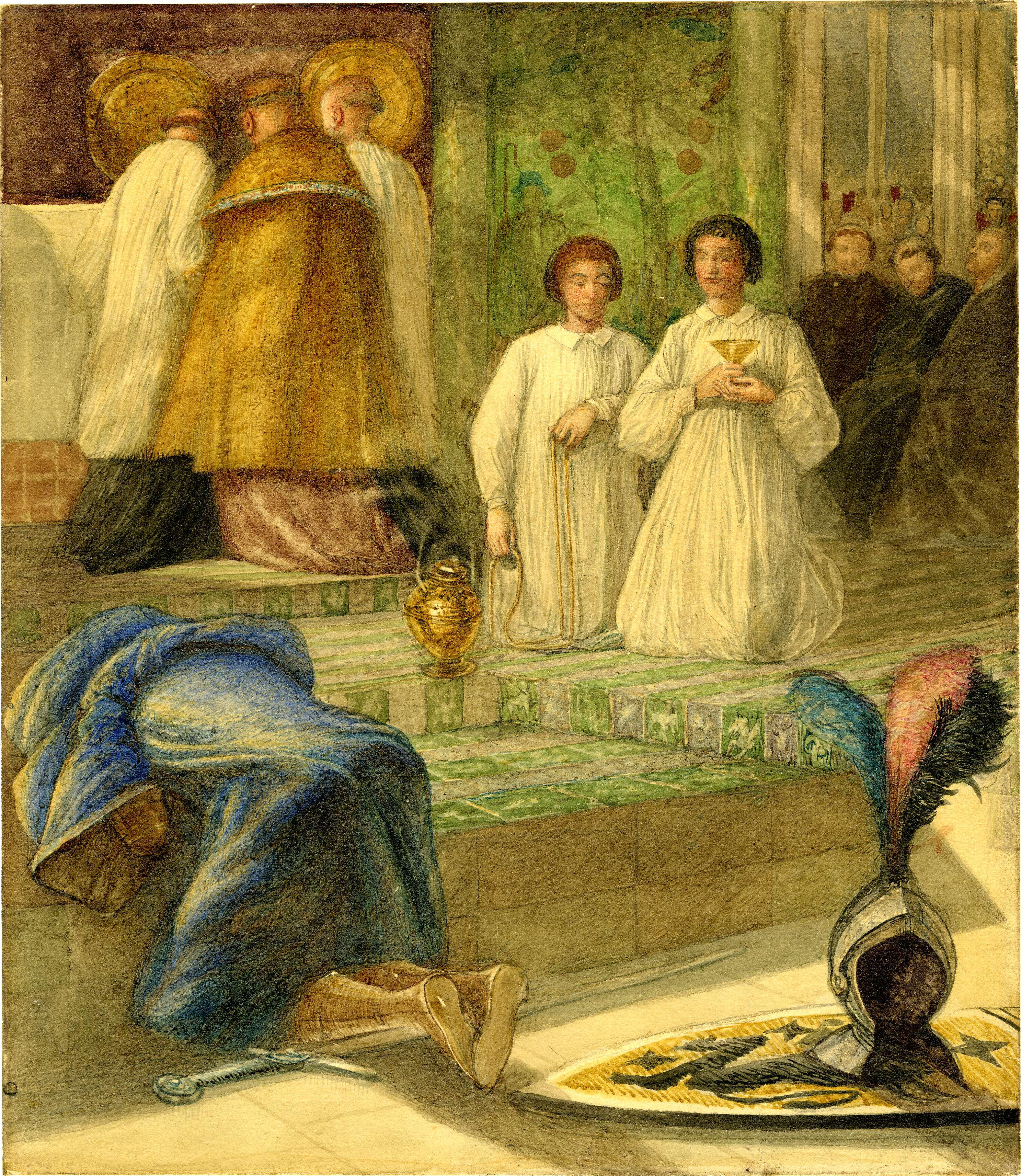
На венчании короля (ок. 1860)
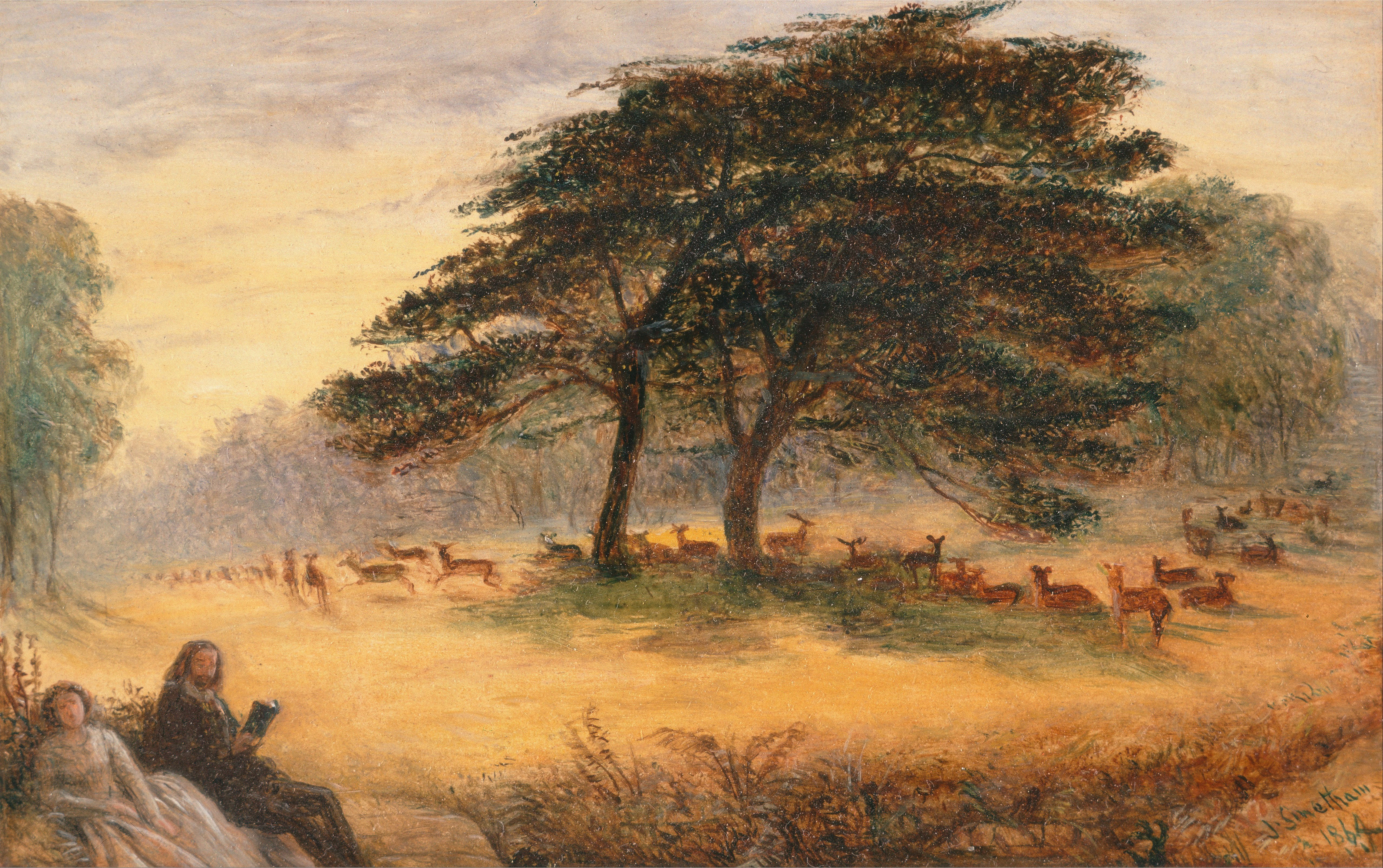
Влюблённые в Виндзорском парке (1864)
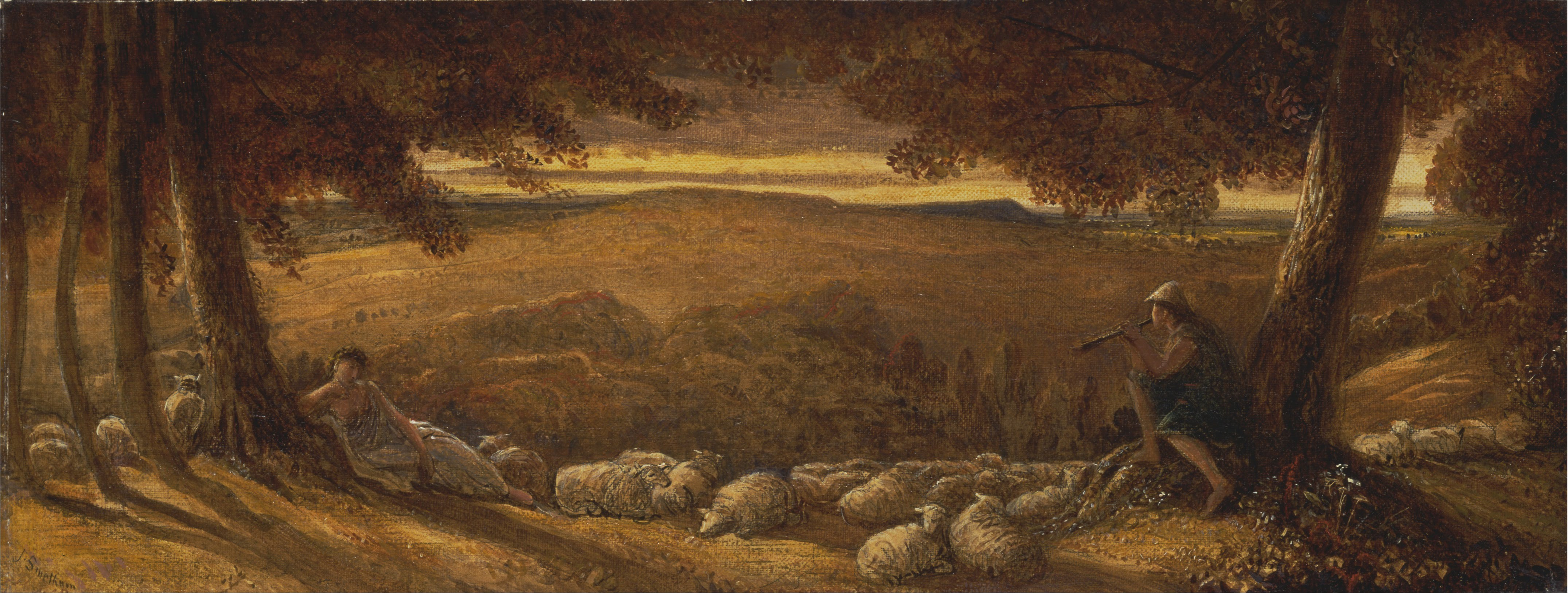
Вечерняя пастораль (1865)
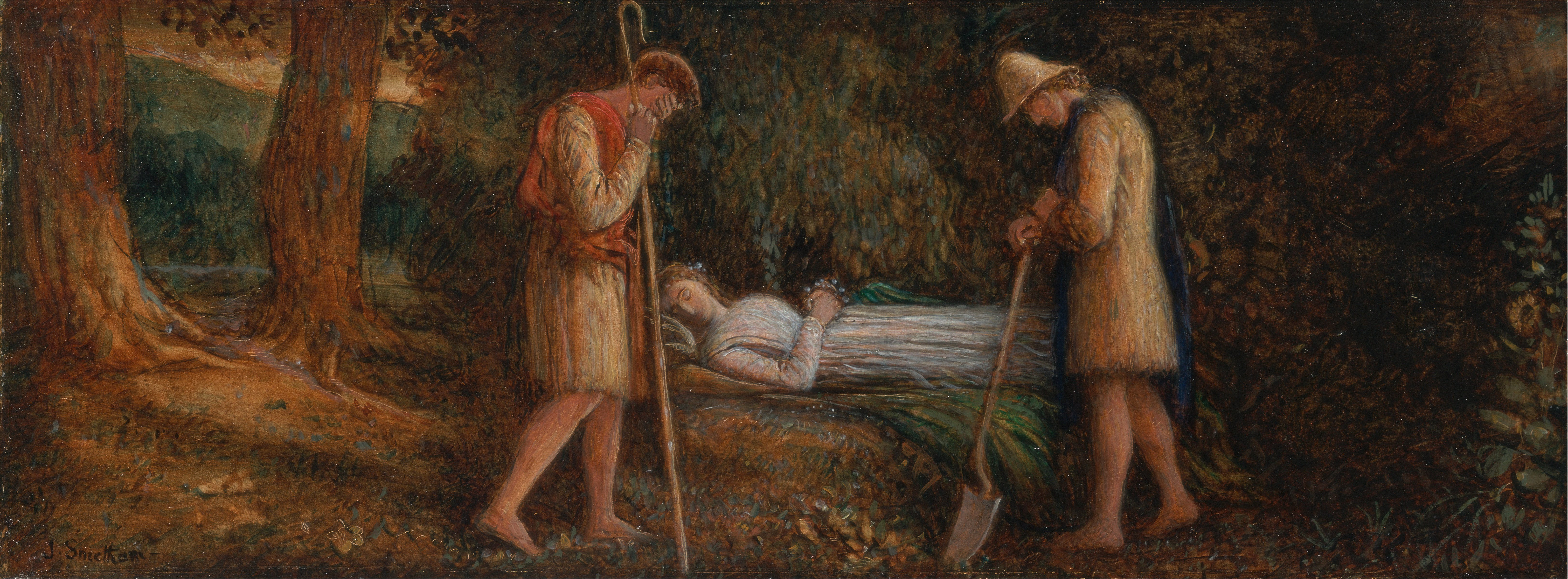
Имогена и пастухи (Из Цимбелина (1874)